# 봉림역
봉림역(Bongnim station, 鳳林驛)은 대구광역시 군위군 산성면 봉림리에 있었던 중앙선의 철도역이다.
과거에는 일부 여객열차가 정차했으나, 2007년 6월 1일부터 우보역과 함께 여객 취급이 중지되어 사실상 열차 교행을 하는 신호장의 역할을 했다.
여객 취급이 중단된 후 역무원이 철수하여 무인역이 됐으며, 우보역같이 역 건물은 철조망으로 차단됐다. 2007년 10월 1일에 무배치간이역으로 격하됐고, 무인역으로 전환된 후에는 바로 다음 역인 화본역의 역무원이 이 역을 관리해 왔다.
중앙선 도담 - 영천 구간의 복선 전철화 과정에서 철로가 산성면에서 의흥면으로 이설됨에 따라 2024년 12월 20일에 우보역, 화본역과 함께 폐역됐으며, 군위역으로 통합됐다.
역 바로 앞에 정차하는 시내버스는 없다. 역 서쪽의 부계면 창평리 방향에 있는 봉림삼거리 정류장에서는 급행9-1번을 포함한 여러 노선들을 이용할 수 있고, 역 동쪽의 신녕면 경계를 넘어가서 화서리 정류장으로 가면 영천방면 시내버스를 이용할 수 있다.
군위군 산성면 - 영천시 신녕면 경계가 이 역 남동쪽에 있다.

## 역명 유래
조림산의 조(鳥)자에 획을 더해 봉(鳳)을 써서 봉림동(鳳林洞)으로 개칭한데서 비롯하였다.

## 연혁
- 1938년 12월 1일 : 무배치간이역으로 영업 개시[1]
- 1945년 8월 1일 : 보통역으로 승격
- 1986년 9월 21일 : 현재 역사 신축 오픈
- 1994년 1월 1일 : 소화물 취급 중지[2]
- 1997년 6월 1일 : 배치간이역으로 격하[3]
- 2004년 9월 1일 : 화물 취급 중지[4]
- 2007년 6월 1일 : 여객 취급 중지
- 2007년 10월 1일 : 무배치간이역으로 격하
- 2024년 9월 27일 : 폐역 고시[5]
- 2024년 12월 20일 : 선로 이설에 따라 폐역